# Římskokatolická farnost Hora Svaté Kateřiny
Římskokatolická farnost Hora Svaté Kateřiny (lat. Catharinaberga) je zaniklá církevní správní jednotka sdružující římské katolíky v Hoře Svaté Kateřiny a okolí. Organizačně spadala do krušnohorského vikariátu, který je jedním z deseti vikariátů litoměřické diecéze.

## Historie farnosti
O historii farnosti před rokem 1604 chybějí zprávy. Od roku 1604 jsou vedeny matriky. Farnost byla obnovena roku 1629.
Farnost existovala do 31. prosince 2012 jako součást litvínovského farního obvodu. Od 1. ledna 2013 zanikla sloučením do farnosti Horní Jiřetín.

### Duchovní správcové vedoucí farnost
Začátek působnosti jmenovaného v duchovní správě farnosti od:
- 1690   Daniel Friedrich
- 1695   Albinus Klein
- 1699   Joannes Christ. Mansfeld
- 1727   Wenceslaus Widin
- 1734   Andreas Ign. Laab
- 1739   Franciscus Schwenk
- 1754   Franciscus Car. Teyser
- 1781   Car. Janke, † 21. 6. 1794
- 1788   Andr. Feiler, † 28. 5. 1806
- 1788   Jos. Pubitschka, † 2. 1. 1809
- 1809   Balthas. Bootz, n. 5. 6. 1772 Auscha, o. 21. 7. 1798, † 27. 5. 1845
- 1820   Franc. Hoyer, n. 28. 2. 1782 Katharinaberg, o. 19. 3. 1806
- 1848   par. admin. Dan. Miersch, n. 30. 9. 1815 Seestadtl, o. 29. 7. 1842, † 27. 7. 1888
- 1849   Franc. Worwansky, n. 5. 1. 1800 Leipa, o. 7. 9. 1823, † 9. 1. 1858
- 1859   par. vacat, admin. int. Anton. Bestrich
- 1861   Car. Griessel, n. 17. 3. 1820  Herrnkretschen, o. 25. 7.  1845, † 31. 7. 1874
- 1874   par. vacat, admin. int. Franc. Schopf
- 1875   Franc. Schopf, n. 8. 11. 1840 Ludic., o. 30. 1. 1864, † 17. 1. 1894
- 1880   Martin. Durnwalder, n. 16. 1. 1835 Welsberg (Tirol.), o. 9. 4. 1859, † 16. 1. 1893
- 1882   par. vacat, admin. int. Josef Pech
- 1883   Josef Stelzig, n. 3. 11. 1850 Leitmeritz, o. 25. 7. 1874, † 1. 11. 1891
- 1887   par. vacat, admin. int. Wencesl. Slánský
- 1888   Aug. Müller, n. 15. 5. 1850 Nixdorf, o. 19. 7. 1873, † 23. 4. 1899
- 1893   Josef Paska, n. 24. 3. 1864 Hochstadt, o. 25. 3. 1888, † 11. 6. 1937
- 1900   Car. Haberzettel, n. 22. 4. 1866 Kleinlubigau, o. 29. 6. 1890, † 29. 1. 1905
- 1905   Wenc. Stef. Schöbitz, n. 26. 12. 1866 Tischau, o. 24. 5. 1891
- 1909   par. vacat admin. interc. Josef Seyfried
- 1910   Jos. Seyfried, n. 24. 11. 1871 Kallham, o. 14. 7. 1901
- 1915   par. vacat, admin. interc. Franc. Kastl
- 1. 5. 1915  Anton. Marschner, n. 15. 2. 1882 Hainspach, o. 15. 7. 1906, † 31. 1. 1958
- 3. 11. 1947 Josef Zimmerhackel
- 1. 8.  1956   Bohuslav Skácel
- 3. 12. 1956  Oldřich Vinduška
- 1. 4.  1957   Tomáš Holoubek
- 1. 6.  1965   Jan Kozár
- 1. 10. 1970  Jaroslav Čuřík SDB
- 15. 9. 2001 – 31. 12. 2012 Grzegorz Czerny, admin. exc.[3]

Kromě kněží stojících v čele farnosti, působili ve farnosti v průběhu její historie i jiní kněží. Většinou pracovali jako farní vikáři, kaplani, katecheté, výpomocní duchovní aj.

## Území farnosti
Do farnosti náleželo území obcí:
- Hora Svaté Kateřiny (Katharinaberg)[p 2]

## Římskokatolické sakrální stavby a místa kultu na území farnosti
| | Fotografie | Stavba              | Místo               | Bohoslužby                      | Zeměpisné souřadnice             | Status                                                                         | Číslo kulturní památky                      |
| Kostel | Kostel     | Kostel              | Kostel              | Kostel                          | Kostel                           | Kostel                                                                         | Kostel                                      |
| --- | ---------- | ------------------- | ------------------- | ------------------------------- | -------------------------------- | ------------------------------------------------------------------------------ | ------------------------------------------- |
| 1. |            | Kostel sv. Kateřiny | Hora Svaté Kateřiny | bližší informace o bohoslužbách | 50°36′19″ s. š., 13°26′16″ v. d. | do 31. prosince 2012 farní kostel, poté filiální kostel farnosti Horní Jiřetín | 42630/5-333 (Pk•MIS•Sez•Obr•WD) (Q12030607) |
| Některé drobné sakrální stavby a pamětihodnosti lze dohledat zde v databázi Drobné sakrální památky Zaniklé sakrální stavby lze dohledat zde v databázi Poškozené a zničené kostely, kaple a synagogy v České republice |            |                     |                     |                                 |                                  |                                                                                |                                             |

Ve farnosti se mohou nacházet i další drobné sakrální stavby, místa římskokatolického kultu a pamětihodnosti, které neobsahuje tato tabulka.